# Алексий Вриений Комнин
Алексий Вриений Комнин (на гръцки: Άλεχιος Βρυέννιος Κομνηνός, ок. 1102 – 30/31 март, между 1161 г. и 1167 г.) е византийски аристократ, адмирал и дипломат от XII век, внук на византийския император Алексий I Комнин от дъщеря му Анна Комнина. Развива военна и дипломатическа кариериера при император Мануил I Комнин, който го назначава за велик дука на византийския флот през 1156 г.

## Произход
Алексий е най-голям син на византийската принцеса Анна Комнина и съпруга ѝ Никифор Вриений. По майчина линия е внук на император Алексий I Комнин, племенник е на император Йоан II Комнин и първи братовчед на император Мануил I Комнин. В източниците присъства неизменно с престижната фамилия на майка си – Комнин.

## Кариера
През 1156 г. Алексий Комнин е назначен от братовчед си Мануил I за велик дука на флота и заедно с Йоан Дука е изпратен в Италия срещу сицилианския крал Вилхелм I. След известни успехи обаче Алексий и Йоан били победени и взети в плен от норманите. По-късно двамата взимат активно участие в договарянето на условията на мира, сключен между император Мануил I и сицилианците. През 1161 г. Алексий Комнин е част от посолството, което пристига в Антиохия, за да отведе в Константинопол годеницата на императора – принцеса Мария Антиохийска.
Някои автори допускат, че Алексий Вриений Комнин е същият Алексий Комнин, споменат в едно писмо на Георги Торникий, от което става ясно, че около 1148 г. въпросният Алексий Комнин е бил дука на Дирахиум и Охрид.
Алексий Комнин умира между 1161 и 1167 г. Дата на смъртта му – 30 или 31 март, е регистрирана в т.нар. „Поменик на роднините на императрица Ирина Дукина“, поместен в типика на манастира „Христос Филантроп“.

## Семейство
През 1122 г. Алексий се жени за неизвестна по име грузинска принцеса на двойна сватбена церемония, на която за друга грузинска принцеса се жени брат му Йоан Дука. По този повод Йоан Продром съставя епиталамий, а в историята си Йоан Зонара разказва за посрещането в Константинопол на абасгийската съпруга на най-големия син на кесаря (т.е. на кесаря Никифор Вриений), което станало малко след смъртта на император Алексий I през 1118. Сватбата обаче била отложена заради войната чак до 1122 г. Името на съпругата на Алексий не е споменато конкретно, но съществува теория, че това най-вероятно е била грузинската принцеса Ката, дъщеря на грузинския цар Давид IV Строителя, която друга теория приема за съпруга на вуйчото на Алексий – севастократора Исак Комнин.
Алексий Комнин и съпругата му имали двама сина:
- Давид Комнин[6]
- Андроник Комнин[6]